# Cheumatopsyche persica
Cheumatopsyche persica is een schietmot uit de familie van de Hydropsychidae. De soort komt voor in het Palearctisch gebied.
De wetenschappelijke naam voor de soort werd voor het eerst geldig gepubliceerd in 2004 door Wolfram Mey.